# 海地裔美國人
海地裔美國人是生活在美國的海地人。海地人在美國多居住在佛羅里達州南部尤其是坦帕和奧蘭多。此外，他們已經在紐約市、波士頓、費城和華盛頓特區等東岸主要城市以及美國中西部落戶。大多數海地裔美國人是20世紀後期遷移到美國的移民或他們的後代。
2009年，美國人口普查估計有83萬海地裔美國人居住在美國。在二十世紀六十年代初和七十年代，許多海地人移民到美國，逃避海地總統弗朗索瓦·杜瓦利埃和其兒子让-克洛德·杜瓦利埃的統治。海地政治動盪，經濟貧困和自然災害為人們提供了更多的移民理由。

## 歷史
在18世紀，由於甘蔗產量大，法屬聖多明戈殖民地是加勒比地區最富有的。這種財富集中在少數法國和歐洲種植園主手中，他們利用撒哈拉以南西非的黑奴勞動力來種植，收穫和加工作物。從1791年開始，奴隸（佔聖多明戈90％左右的人口）反抗他們的主人，與入侵部隊作戰，並強迫法國廢除奴隸制。
當法國後來企圖重新實行奴隸制時，前奴隸於1804年再度起義並獲得獨立，宣布海地共和國為西半球第二共和國。然而，叛亂對國家經濟構成破壞。許多富有的殖民者離開了，他們都是白人，而且是自由的人。自由人想耕作自己的土地，而不是經營種植園。許多來自聖多明各的難民與他們的奴隸一起移民到美國，特別是新奧爾良地區，他們在那裡加強了現有的法語和非洲人口。儘管法國和講西班牙語的加勒比地區（古巴、聖多明各和波多黎各）是許多移民的主要目的地，但美國卻是一個更受歡迎的目的地。
雖然19世紀初大多數海地移民來自上層階級，但持續的貧窮狀況以及政治動盪最終促使許多下層海地人移民。總的來說，海地歷史上有四個時期大規模移民到美國：19世紀之交的第一波，在美國佔領海地之後，在六十年代和七十年代，為了逃避杜瓦利埃政權， 2004年推翻让-贝特朗·阿里斯蒂德的政變後的動盪。

## 20世紀
由1957年至1986年，杜瓦利埃父子統治海地時，對反對派和嫌疑分子的政治迫害導致許多海地專業人士，中產階級和學生移民到其他國家。海地人在許多國家如美國，墨西哥，波多黎各，法國，多米尼加共和國和加拿大（主要是蒙特利爾）尋求政治庇護或永久居民身份。從1977年到1981年，有6萬名海地人在南佛羅里達州登陸，其中許多人住在小海地附近。
20世紀後期，海地出現了巨大的人才流失，數以千計的醫生，教師，社會工作者和企業家搬到了紐約市和邁阿密。其他海地人在餐館和音樂商店工作。 1986年，來到美國尋求政治庇護的4萬名海地人獲得了永久居民身份。 1991年，又有一波海地船民。但克林頓總統的行政當局試圖阻止海地移民。人們被拘留和（或）被送回海地。儘管如此，從1995年到1998年，5萬名海地人獲得了暫時的合法身份。

## 移民現況
以腐敗和恐嚇為特徵的政治衝突導致許多海地人離開這個島嶼，尋求更好的生活機會。另外，大部分移民來自貧困群眾，海地富裕階層和窮人之間存在著巨大的差距。由於受到較少教育的影響，許多海地裔美國人在這方面遇到了困難。
今天，佛羅里達州是海地移民人數最多的國家。2000年，佛羅里達有182244名外國出生的海地人，占海地裔美國總人數的43.5％。紐約擁有海外出生的海地人口第二多，有125475人，佔總數的30％左右。海地非法移民繼續企圖到達佛羅里達海岸，並經常被美國海岸防衛隊掠奪；他們經常遣返。民權組織對這種待遇提出了抗議，指出自20世紀50年代後期以來，古巴難民獲得了庇護。

## 語言與宗教
最近的海地移民說海地克里奧爾語，不是熟悉就是在學習英語。 在海地，儘管法語是一種廣泛使用的官方語言，但大多數海地人在日常生活中只會說克里奧爾語。大多數本地出生的海地裔美國人可流利地講英語 ，許多移民也是如此。
大多數海地裔美國人，就像他們在海地的同胞一樣，都是羅馬天主教徒。一些較小的新教教派和摩門教在海地裔美國人也有人信仰。有些人信仰巫毒教，宗教在海地裔美國人的生活中非常重要。